# Iomerê
Iomerê är en kommun i Brasilien.   Den ligger i delstaten Santa Catarina, i den södra delen av landet, 1 300 km söder om huvudstaden Brasília. Antalet invånare är 2 743.
I omgivningarna runt Iomerê växer huvudsakligen savannskog. Runt Iomerê är det ganska glesbefolkat, med 42 invånare per kvadratkilometer.